# Synodontis acanthoperca
Synodontis acanthoperca är en afrikansk fiskart i ordningen malartade fiskar som förekommer i endemiskt i Gabon, särskilt i Ogooué-floden. Den är främst nattaktiv. Den kan bli upp till och 4,6 cm lång. Artepitetet är bildat av det grekiska ordet acantha (tagg) och det latinska ordet opercul (ögonlock). Det syftar på en taggig utväxt hos vuxna hannar.
Arten har i ryggfenan två taggstrålar och sju mjukstrålar samt i analfenan tre taggstrålar och åtta mjukstrålar. På stjärtfenan finns två mörka fläckar.
Individerna vistas vid vattendragens botten.